# Sendafa
Sendafa est une ville et un woreda du centre de l'Éthiopie située dans la zone spéciale Oromia-Finfinnee de la région Oromia. Ancien chef-lieu du woreda Berehna Aleltu dans la zone Nord Shewa, elle forme un district urbain peuplé de 12 298 habitants au recensement de 2007. Sa population est estimée à plus de 25 000 habitants en 2022.
Sendafa se trouve à une quarantaine de kilomètres du centre d'Addis-Abeba, sur la route en direction de Debre Berhan et Dessie.
Pratiquement enclavée dans le woreda Bereh, Sendafa est cependant bordée au nord-est par le woreda Aleltu et la zone Nord Shewa[réf. souhaitée].
La limite administrative entre la zone spéciale Oromia-Finfinnee et la zone Nord Shewa passe probablement au-delà de Beke[à vérifier] qui n'est qu'à quelques kilomètres du centre de Sendafa.
Le recensement national de 2007 fait état pour Sendafa d'une population entièrement urbaine de 12 298 habitants.
La majorité des habitants (84 %) sont orthodoxes, 11 % sont musulmans et 4 % sont protestants.
En 2022, sa population est estimée à 25 502 personnes avec une densité de population de 6 079 personnes par km2 et 4,19 km2 de superficie.